# سباستین بونیگ
سباستین بونیگ (انگلیسی: Sebastian Bönig؛ زادهٔ ۲۶ اوت ۱۹۸۱) بازیکن فوتبال اهل آلمان است.
از باشگاه‌هایی که در آن بازی کرده‌است می‌توان به باشگاه فوتبال بایرن مونیخ ۲، باشگاه فوتبال روت وایس اهلن، باشگاه فوتبال یونیون برلین، و باشگاه فوتبال ویکتوریا ۱۸۸۹ اشاره کرد.